# Blauw gitje
Het blauw gitje (Cheilosia cynocephala) is een vliegensoort uit de familie van de zweefvliegen (Syrphidae).

## Taxonomie
De wetenschappelijke naam van de soort is voor het eerst geldig gepubliceerd in 1840 door de Duitse entomoloog Hermann Loew.

## Beschrijving
Het blauw gitje is slank en ontleent zijn naam aan het staalblauw borststuk met een lengte van 7 tot 8 mm. Bij vrouwtjes zijn de vleugels donkerder van kleur en is er een dichte bestippeling tussen de ogen en de lengtegroeven op het voorhoofd. Kenmerkend voor mannetjes zijn de bestoven pregenitale buikplaatjes.

## Verspreiding
De soort komt voor in het palearctisch gebied, dat wil zeggen grofweg Europa, Noord-Afrika, het Midden-Oosten en Noord-, Centraal- en Oost-Azië.
In Nederland komt de soort vooral voor in het kustgebied, het rivierengebied en in Zuid-Limburg.

## Ecologie
De soort komt in lage aantallen voor in open ruderale vegetaties, zoals ruige wegbermen, opgespoten terreintjes en dijken. Zowel mannetjes als vrouwtjes vliegen meestal tussen lage vegetaties en bezoeken regelmatig bloemen. Mannetjes zweven soms tot één meter hoog.